# Charlotteville (Trinidad und Tobago)
Charlotteville ist eine kleine Ortschaft im Nordosten der karibischen Insel Tobago im Inselstaat Trinidad und Tobago. Sie ist die größte Ortschaft im Parish Saint John.

## Lage
Charlotteville liegt an der Man O’War Bay genannten Bucht an der Karibik. Die Windward Road verbindet den Ort mit dem südlich gelegenen Speyside und dann weiter mit Roxborough und der Inselhauptstadt Scarborough. Die 2007 fertiggestellte Hermitage Road verbindet den Ort mit dem westlich gelegenen L’Anse Fourmi. Charlotteville konzentriert sich auf die östliche Seite der Bucht, die Häuser ziehen sich hier die Hügel hinauf. Im Osten der Bucht führt ein Weg über einen Hügel zur Pirates Bay, die einen der schönsten Strände der Insel hat. Früher war das ein Rückzugsort für Piraten, heute ankern hier viele Boote von Yachttouristen. An der Straße nach Speyside zweigt ein Weg zum Flagstaff Hill ab, der früher vom Militär genutzt wurde und einen guten Ausblick auf die Insel St. Giles gewährt – hier stoßen Karibik und Atlantik aufeinander.

## Geschichte
An der Stelle des heutigen Charlotteville erfolgte 1632 die erste Besiedelung Tobagos durch Europäer: Jan de Moor, Kaufmann und Bürgermeister von Vlissingen, gründete hier die Kolonie Nieuw Walcheren. Die Siedlung hatte Bestand bis 1636, als die Holländer vom spanischen Gouverneur Trinidads, Diego Lopez de Escobar, gewaltsam vertrieben wurden.
In der zweiten Hälfte des 18. Jahrhunderts wurde im Westen des heutigen Charlottevilledas Fort Campbelton (auch: Fort Cambleton) errichtet, das zum Schutz gegen Freibeuter aus den britischen Kolonien Nordamerikas errichtet worden war.
Mitte des 19. Jahrhunderts existierten mit Pirate’s Bay Estate und Charlotteville Estate zwei Zuckerrohrplantagen in der Gegend, die 1865 von der Familie Turpin aufgekauft und als Charlotteville Estate zusammengelegt wurden; die etwa 40 km² große Plantage gab dem späteren Ort seinen Namen. Wie viele Städte in Trinidad und Tobago entstand Charlotteville nach und nach durch die zentrale Ansiedlung von Plantagenarbeitern; ein Gründungsjahr ist nicht bekannt. In den 1920er-Jahren wurde die Produktion von Zuckerrohr auf Kakao umgestellt, was zu einem signifikanten Bevölkerungswachstum führte. Das zweite wirtschaftliche Standbein des Ortes war die Fischerei. 1946 hatte Charlotteville ein Bevölkerungshoch von 1360 Einwohnern erreicht. 1963 wurde der Ort schwer vom Hurricane Flora getroffen. Landwirtschaft und Fischerei sind auch heute noch bedeutende Wirtschaftsfaktoren, statt Kakao werden Bananen produziert.

## Wirtschaft und Verkehr
Die ungefähr 1000 Einwohner leben von Fischfang und Tourismus. Kreuzfahrtschiffe legen in Charlotteville an.

## Einrichtungen
Ein Sportplatz mit Tribüne bildet die Mitte, daneben stehen Polizeistation und öffentliche Bücherei. Im Ort gibt es zwei christliche Kirchen. Das Umweltforschungszentrum ERIC (Environmental Research Institute Charlotteville) hat im Ort seinen Sitz.

## Persönlichkeiten
- Kertson Manswell (* 1976, Boxer)
- Dwayne Jack (* 1980, Fußballspieler)